# Wahid Faghir
Wahidullah "Wahid" Faghir (født 29. juli 2003) er en dansk professionel fodboldspiller, der spiller som angriber for Superliga-klubben Vejle Boldklub.

## Klubkarriere
Faghir blev født i Vejle, Region Syddanmark, Danmark af afghanske forældre, der flygtede til Danmark fra Taliban-styre.

### Vejle
Faghir startede sin fodboldkarriere i Vejle BK ungdomsakademi i 2009 og underskrev sin første officielle ungdomskontrakt i oktober 2018 i en alder af 15. Ved underskrivelsen udtalte Vejle ungdomschef Steen Thychosen, at "Der er lidt ' Zlatan ' [Ibrahimović, red.] Over ham, fordi han optræder med en ukuelig selvtillid i træning og kampe." 
Den 13. juli 2020 fik Faghir sin første professionelle kamp for Vejle da han kom ind som i stedet for Lucas Jensen i det 23. minut i en kamp mod Kolding IF . Den 14. september 2020 debuterede han i den Superliga i en kamp mod AGF .

### VfB Stuttgart
På den sidste dag i transfervinduet 31. august 2021 skiftede Faghir til Bundesliga- klubben VfB Stuttgart for cirka 40 millioner kr, han underskrev en femårig kontrakt.

## International karriere
Faghir har spillet internationalt for Danmark på U/16, U/17,U/18 og U/21 niveauer.

## Karriere statistik
Oversigten er opdateret til og med 11 september 2021
| Forening       | Sæson          | Liga              | Liga | Liga | National Cup | National Cup | Kontinental | Kontinental | i alt | i alt |
| Forening       | Sæson          | Division          | Apps | Mål  | Apps         | Mål          | Apps        | Mål         | Apps  | Mål   |
| -------------- | -------------- | ----------------- | ---- | ---- | ------------ | ------------ | ----------- | ----------- | ----- | ----- |
| Vejle          | 2019–20        | Dansk 1. Division | 10   | 3    | 0            | 0            | -           | -           | 10    | 3     |
| Vejle          | 2020-21        | Dansk Superliga   | 26   | 6    | 4            | 0            | -           | -           | 30    | 6     |
| Vejle          | 2021–22        | Dansk Superliga   | 7    | 2    | 0            | 0            | -           | -           | 7     | 2     |
| Vejle          | i alt          | i alt             | 43   | 11   | 4            | 0            | 0           | 0           | 47    | 11    |
| VfB Stuttgart  | 2021–22        | Bundesliga        | 0    | 0    | 0            | 0            | -           | -           | 0     | 0     |
| Karriere i alt | Karriere i alt | Karriere i alt    | 43   | 11   | 4            | 0            | 0           | 0           | 47    | 11    |